# فرانكلين جاي فيليبس
فرانكلين جاي فيليبس (بالإنجليزية: Franklin J. Phillips)‏ هو عسكري أمريكي، ولد في 20 أكتوبر 1874 في ماكيسبورت في الولايات المتحدة، وتوفي في 16 يونيو 1900 في بكين في الصين.